# Maï Anh Lê
 (mai 2021).
Maï Anh Lê (parfois orthographié Maï Ahn Lê) est une actrice, productrice et mannequin française, née à Paris.

## Biographie
Maï Anh Lê naît à Paris dans une famille originaire du Viêt Nam. Après avoir poursuivi des études d'économie et de gestion tout en subvenant à ses besoins en travaillant comme mannequin[réf. nécessaire], elle commence sa carrière d'actrice à la fin de l'année 2001.
Elle répond alors à une annonce de Radio Nova lui permettant de passer une audition pour le rôle d'Akemi, fille du commissaire Morio dans le film d'action Samouraïs, second long métrage du réalisateur Giordano Gederlini qui sort en 2002. Dès l'année suivante, elle effectue ses premiers pas à la télévision en interprétant Maï dans La Maison des enfants, mini-série d'Aline Issermann en trois épisodes diffusée sur TF1 du 31 mars au 14 avril 2003. En 2004, elle est à l'affiche de Deux Frères du réalisateur français Jean-Jacques Annaud. La même année, elle joue l'un des rôles principaux du film Poids léger de Jean-Pierre Améris.
À partir du milieu des années 2000, Maï Anh Lê concentre sa carrière à la télévision, en multipliant notamment les rôles dans des séries policières (RIS police scientifique, Duval et Moretti, Affaires étrangères, Contact ...), tout en poursuivant ses apparitions sur grand écran, notamment en 2014 lorsqu'elle incarne Yasmin, agent de la CIA, dans le thriller franco-américain 3 Days to Kill réalisé par McG et produit par EuropaCorp.
En 2016, elle joue dans plusieurs épisodes de la série politique Marseille. À partir de 2018, elle incarne le docteur Oriol, personnage récurrent du feuilleton Un si grand soleil diffusé sur France 2. En 2022, elle interprète Corinne, un rôle secondaire de la série Drôle diffusée sur Netflix.

## Filmographie

### Cinéma

#### Longs métrages
- 2002 : Samouraïs de Giordano Gederlini : Akemi
- 2004 : Deux Frères de Jean-Jacques Annaud : Naï-Rea
- 2004 : Poids léger de Jean-Pierre Améris : Su
- 2007 : L'Histoire de Richard O. de Damien Odoul : la vietnamienne hystérique
- 2008 : Modern Love de Stéphane Kazandjian : Kim
- 2013 : Win Win de Claudio Tonetti : la secrétaire de Chang
- 2014 : 3 Days to Kill de Joseph McGinty Nichol : agent Yasmin

#### Courts métrages
- 2004 : La Légion étrange de Raphaël Frydman : Emma
- 2004 : Le 10ème jour d'Alexis Lloyd : Manon / Phoebe
- 2008 : Dead Cell de Marc-Olivier Louveau : la femme

### Télévision

#### Séries télévisées
- 2003 : La Maison des enfants (mini-série) d'Aline Issermann : Maï
- 2006 : RIS police scientifique (saison 1, épisode 7 : Belle de nuit) : la serveuse du Shangai Club
- 2008 : Écrire pour un chanteur (épisode Chang Juan) : la femme d'en face
- 2008 : Duval et Moretti (saison 1, épisode 14 : La Nouvelle Coéquipière) : Maï Anh
- 2010 : Affaires étrangères (saison 1, épisode 1 : République dominicaine) : Xang Hue
- 2011 : Affaires étrangères (saison 1, épisode 3 : Cambodge) : Tuo Ma
- 2011 : Une famille formidable (saison 9, 3 épisodes) : Mai Lin
- 2014 : Jusqu'au dernier (mini-série, épisode 1) de Mikaël Ollivier : Nadia
- 2014 : Plus belle la vie (série TV, saison 10) : Françoise
- 2016 : Marseille : la journaliste France Info
- 2016 : Agathe Koltès (épisode pilote) : la décroissante
- 2016 : Innocente (2 épisodes) : la journaliste campagne Pablo
- 2017 : Contact (saison 2, 4 épisodes) : la légiste
- 2018-2021 : Un si grand soleil : Docteur Oriol (rôle récurrent)
- 2019 : Tandem (saison 3, épisode 12 : La Peur au ventre) : une médecin
- 2020 : La Stagiaire (saison 5, épisode 2 : La Parole à la défense) : Laura Chen
- 2022 : Drôle (saison 1, 6 épisodes) : Corinne, la sœur de Bling

#### Téléfilms
- 2006 : L'Empire du Tigre de Gérard Marx : Sao
- 2009 : La Taupe 2 de Vincenzo Marano : Cindy Jong